# Чарночин (Ополско войводство)
Вижте пояснителната страница за други значения на Чарночин.
Чарно̀чин (на полски: Czarnocin; на силезийски: Czarnożyńe; на немски: Scharnosin) е село в Южна Полша, Ополско войводство, Стшелецки окръг, Община Лешница. Според Полската статистическа служба към 31 декември 2009 г. селото има 170 жители.

## Местоположение
Разположено е на около 9,5 km североизточно от общинския център Лешница.